# Любц
Любц (нім. Lübz) — місто в Німеччині, розташоване в землі Мекленбург-Передня Померанія. Входить до складу району Людвігслуст-Пархім. Складова частина об'єднання громад Ельденбург-Любц.
Площа — 57,58 км2. Населення становить 6204 ос. (станом на 31 грудня 2020).

## Галерея

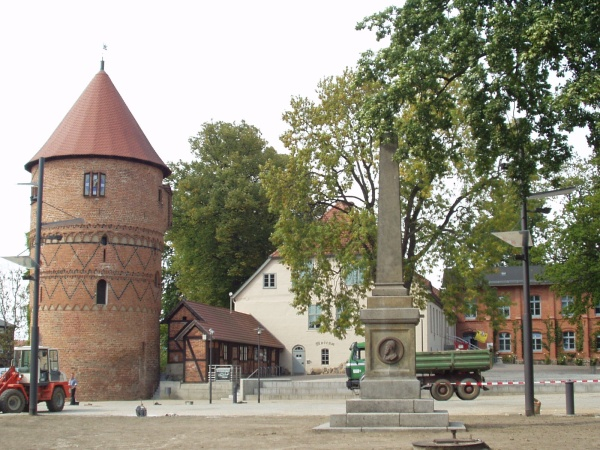
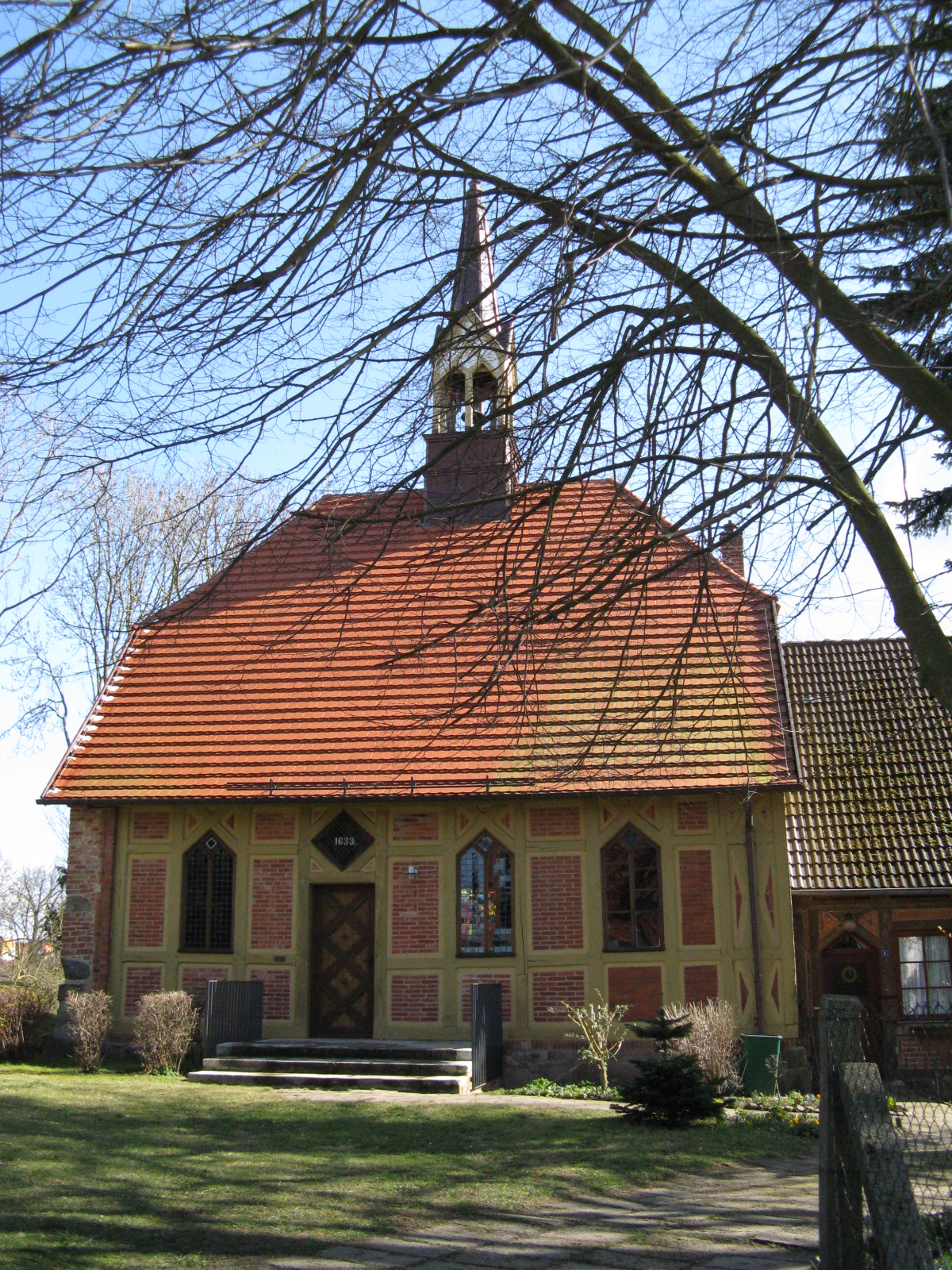
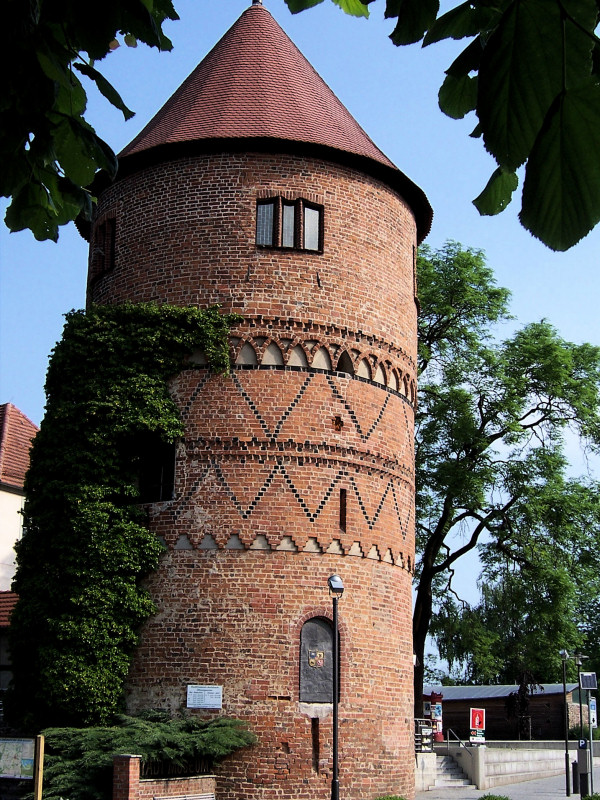
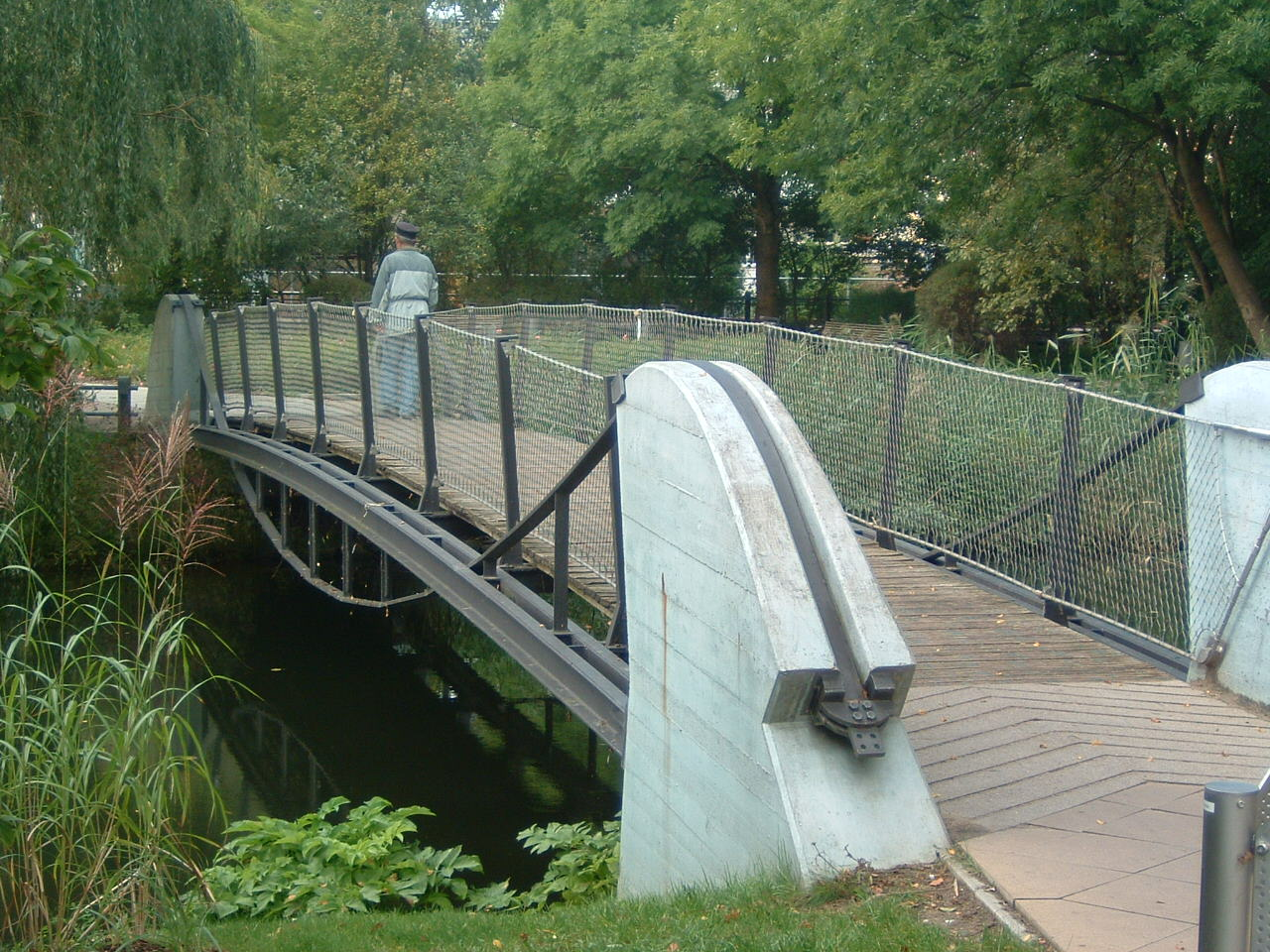
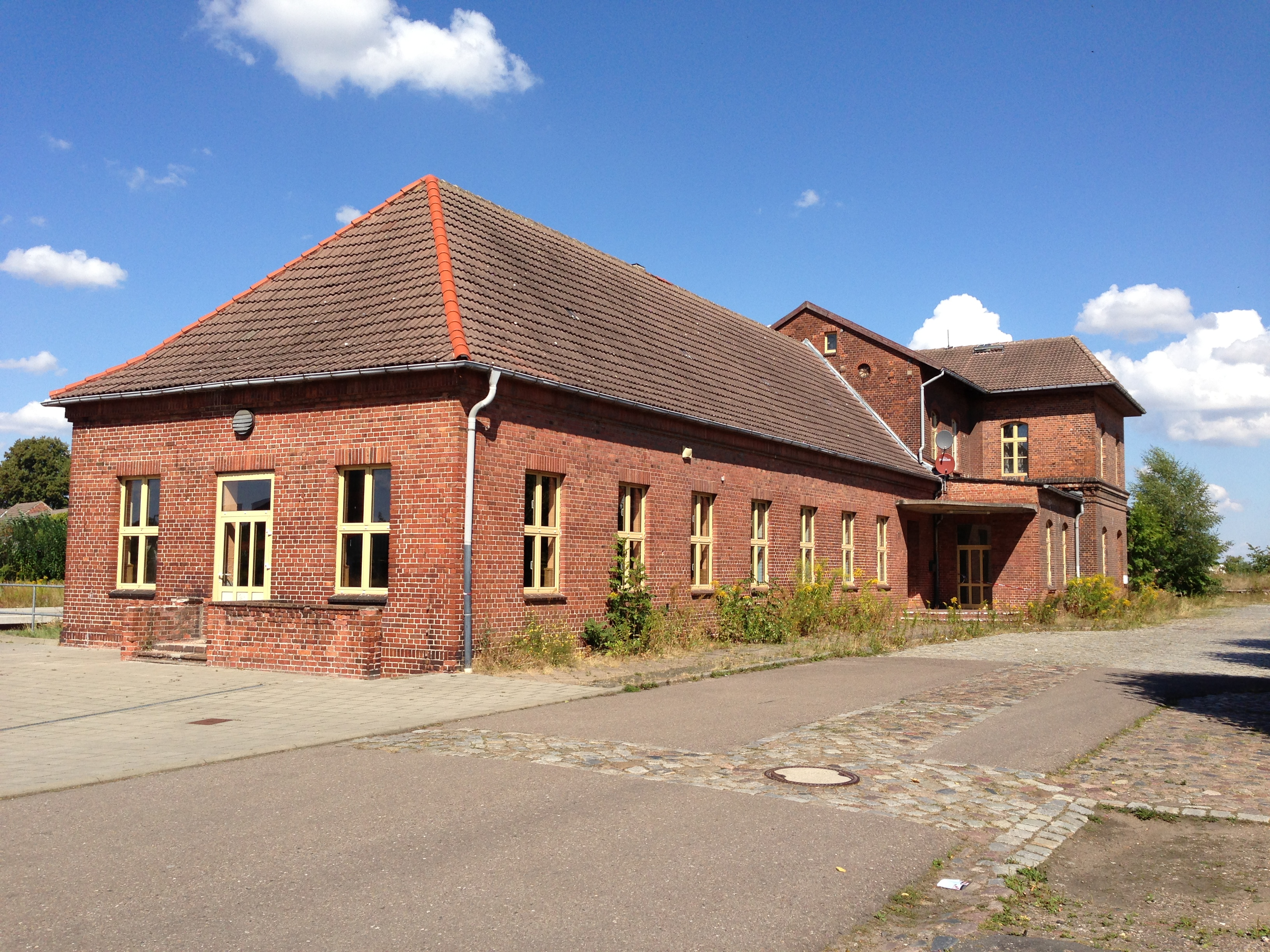
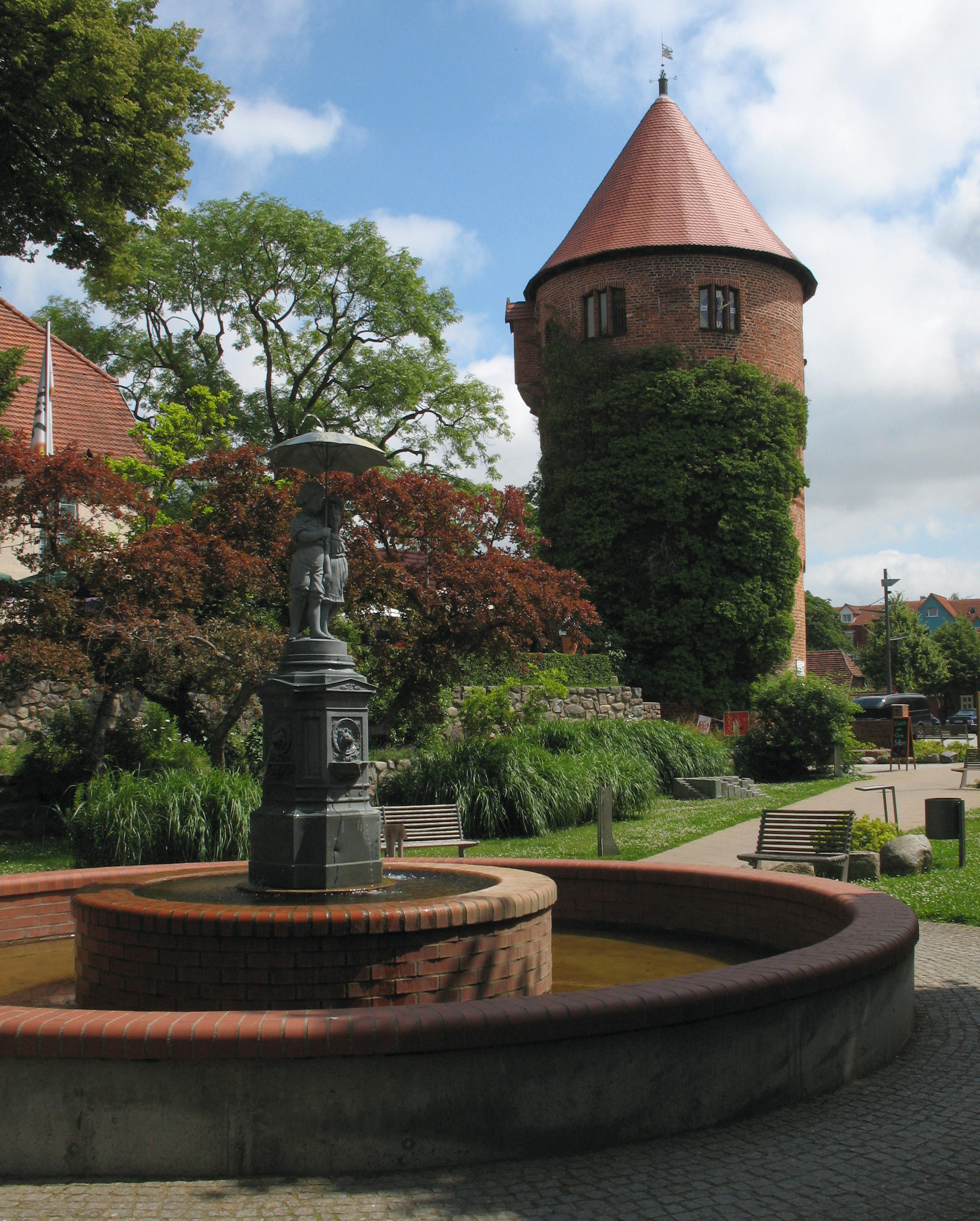